# 판펑전
판펑전(중국어 간체자: 潘凤贞, 정체자: 潘鳳貞, 병음: Pān Fèngzhēn, 한자음: 반봉정, 1985년 7월 1일 ~ )은 중화인민공화국의 은퇴한 필드하키 선수로 포지션은 골키퍼이다. 포산시 난하이구 출신으로 1999년에 광둥성 하키단에 입단했다. 중국 국가대표팀의 일원으로서 2008년 하계 올림픽에서 준우승을 차지했고, 월드컵에서 3위, 챔피언스트로피에서 1번 우승을 달성했다.